# خالد صالح الصباح
الشيخ خالد صالح المحمد الصباح ، عسكري كويتي سابق ، رئيس الأركان العامة للجيش الكويتي السابق خلال الفترة 22 أكتوبر 2020 حتي 20 ديسمبر 2022. 

## سيرته
بدأ مسيرته العسكرية ضابطاً برتبة ملازم وتدرج في المناصب بدءا من ضابط مشاة ، وتسلسل في جميع دورات المشاة حتى تم إرساله إلى بريطانيا ، وحصل على دورة أركان حرب من المملكة المتحدة، كما أنه تخرج في كلية سانت هيرست عام 1987، وتقلد عدداً من المناصب بدءا من آمر فصيل إلى آمر سرية إلى آمر كتيبة ومنها إلى آمر لواء حتى تسلم مهامه كآمر للقوة البرية بالجيش عام 2015. واستقى خبرته العسكرية من مسيرة والده نائب رئيس الأركان السابق الشيخ صالح المحمد الخالد أول قائد عسكري يحمل علم الكويت عندما شارك الجيش الكويتي بلواء اليرموك في القتال على الجبهة المصرية في حرب 1967.
وفي 16 يناير 2020 تمت ترقيته الى رتبة فريق وعُين نائباً لرئيس الأركان العامة للجيش الكويتي. 
وفي 22 أكتوبر 2020 صدر مرسوماً بتعينه رئيساً للأركان العامة للجيش الكويتي  وفي 20 ديسمبر 2022 أحيل للتقاعد مع ترقيته لرتبة فريق أول. 

## أنظر أيضا
- فهد أحمد الأمير.
- محمد خالد الخضر.
- عبد الله فراج الغانم.